# Renato Canova

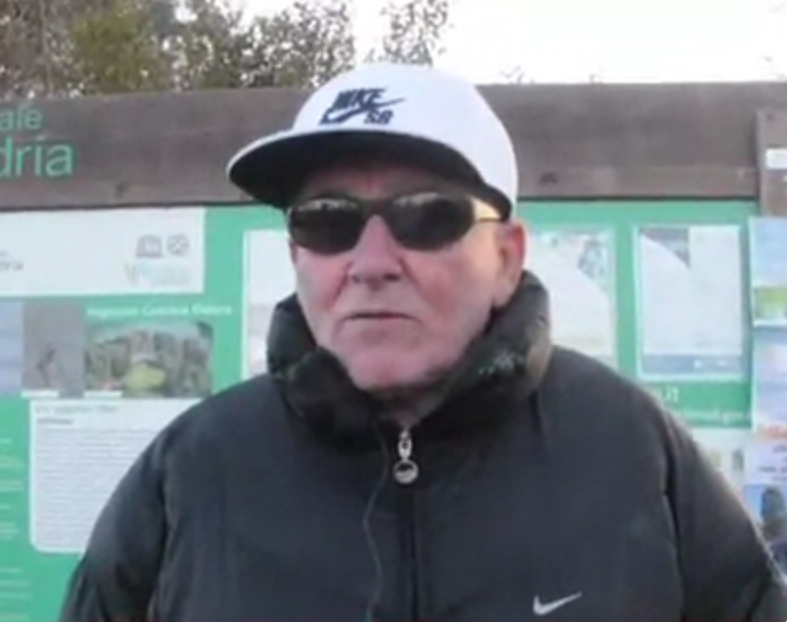
Canova in einem Fernsehinterview 2018

Renato Canova (* 21. Dezember 1944 in Turin) ist ein italienischer Leichtathletiktrainer vieler Weltklasseläufer, meist ostafrikanischer Abstammung. Canovas Schwerpunkt lag zunächst auf dem Training von Sprintern sowie Mittel- und Langstreckenläufern, die hauptsächlich Bahnläufe bestritten, heute trainiert er aber vorwiegend Straßenläufer.

## Werdegang
Canova war früher selbst aktiver Sportler und bestritt Wettkämpfe in verschiedenen leichtathletischen Disziplinen, stellte aber früh fest, dass es bei ihm selbst nicht zum Profi reichte. 1969 wurde er zum jüngsten Nationaltrainer Italiens. Von 1971 bis 1973 war er Assistenztrainer der Nationalmannschaft über 400 m und 4 × 400 m und 400 m Hürden. Canova trainierte außerdem den 800 -Meter-Läufer Marcello Fiasconaro, der unter ihm als Trainer einen neuen Weltrekord über diese Distanz aufstellte. Von 1975 bis 1985 trainierte er die italienische Nationalmannschaft im Mehrkampf. Parallel dazu war er Trainer beim Verein Fiat/Iveco, in dem auch Pietro Paolo Mennea, 1980 Olympiasieger über 200 m, trainierte.
1987 begann Canova mit dem Training der italienischen Mittel- und Langdistanzathletinnen. Er trainierte hier unter anderem Maria Curatolo, die 1994 bei der Marathon-EM Silber gewann, und Ornella Ferrara, 1995 Bronzemedaillengewinnerin im Marathon bei den Weltmeisterschaften 1995. Er arbeitete während dieser Zeit mit Luciano Gigliotti zusammen, der für die männlichen Mittel- und Langstreckenathleten verantwortlich war. 1996 begann Canova neben seiner Tätigkeit als Trainer von italienischen Läufern auch kenianische Athleten in Italien zu trainieren. Er begründete dies damit, dass zu dieser Zeit das Niveau der italienischen Läufer sank, da nicht mehr genug neue Athleten nachrückten. 1998 reiste er das erste Mal nach Kenia.
Ab 2003 war Canova Nationaltrainer der katarischen Leichtathletiknationalmannschaft. Diese Anstellung ermöglichte es ihm, intensiver mit seinen Athleten, die zwar die Nationalität Katars hatten, aber zum allergrößten Teil aus Kenia stammten, zu trainieren. Er verlegte seinen Lebensstandpunkt für den Großteil des Jahres in das auf ungefähr 2400 m gelegene Iten, da er die Trainingsbedingungen dort für am geeignetsten erachtete. Wegen Unstimmigkeiten mit dem Verband gab er diese Tätigkeit im Jahr 2011 auf. Nachdem Canova ein Angebot des chinesischen Leichtathletikverbandes 2011 ablehnte, trainierte er viele Athleten verschiedener Nationen, darunter auch die deutschen Athleten Arne Gabius und Anna und Lisa Hahner. 2013 kam es dann aber doch zu einer Einigung mit dem chinesischen Verband. Canova vereinbarte mit dem Verband eine Zusammenarbeit bis zu den Olympischen Spielen 2016. Er schaffte es aber nicht, die erhoffte Wende bei den chinesischen Läufern einzuschlagen. Er führte dies auf das schlecht organisierte und zu regionale System im China zurück.
Seitdem arbeitet Canova mit Athleten verschiedener Nationen zusammen, seit 2020 wird auch Europarekordhalter Julien Wanders von ihm trainiert. Canova verbringt einen großen Teil des Jahres in Iten.
Canova war mit Daniela Gregorutti verheiratet, die Mittelstreckenläuferin war, und von ihm selbst trainiert wurde. Gregorutti verstarb im Februar 2021.

## Erfolge
Canovas Athleten gewannen über 50 olympische und Weltmeisterschaftsmedaillen. Sie stellten zahlreiche Europa- und Weltrekorde auf.

## Training

### Einteilung von Trainingseinheiten
Canova ordnet Trainingseinheiten für alle Distanzen von 800 m bis zum Marathon in vier Kategorien ein.
1. Regeneration: Lockere Dauerläufe, um die Erholung für das „richtige“ Training zu beschleunigen.
2. Grundlagentraining: Läufe, die ungefähr im Tempo der aeroben Schwelle gelaufen werden.
3. Spezialtraining: (bei Marathonläufern ist dieses Training kürzer und schneller als beim Wettkampf, für alle anderen Distanzen ist das Tempo schneller und die Distanz länger als beim Wettkampf)
a) Biomechanische Unterstützung: Läufe, die in einem Tempo von 110 % des Wettkampftempos (der jeweiligen Distanz) absolviert werden
b) Bioenergetische Unterstützung: Läufe, die in einem Tempo von 90 % des Wettkampftempos (der jeweiligen Distanz) absolviert werde
4. Spezifisches Training: Inkludiert Läufe, die bei 95–105 % des Wettkampftempos (der jeweiligen Distanz) gelaufen werden. Das Ziel der anderen Kategorien ist es, das Fundament und die Unterstützung für das Spezifische Training zu legen. Im Vergleich zu den anderen Kategorien umfasst diese Kategorie nur das Laufen. Kraftübungen oder andere Trainingsmethoden, bei denen nicht gelaufen wird, teilt Canova in die anderen Kategorien ein.

### Periodisierung
Canova geht von einem halbjährigen Makrozyklus aus, der bei Bahnläufern in eine Hallen- und Freiluftsaison eingeteilt wird, bei Marathonläufern in einen Frühlings- und Herbstmarathon. Diesen Makrozyklus unterteilt er wiederum in vier Mesozyklen, die den oben angeführten Kategorien namentlich synonym sind, statt Regeneration spricht Canova hier aber von der Einführungsphase („introductive period“).
1. Einführungsphase: Diese dauert bei ihm ungefähr drei Wochen an und hat das Ziel, eine allgemeine Fitness aufzubauen. Trainiert wird hier bis auf Bergsprints fast ausschließlich im aeroben Bereich, auch Kräftigungsübungen sind Bestandteil des Trainings.
2. Grundlagenphase: Diese ca. 2-monatige Periode bezeichnet Canova als die wichtigste der gesamten Vorbereitung. Während dieser Phase erreicht der Athlet das Maximum an Kilometern in einem Makrozyklus, zudem wird die Intensität des Trainings erhöht. Bei Mittelstreckenläufern wird versucht, eine starke Erhöhung der aeroben Kapazität (VO2max, Aerobic Capacity) und der Kraftausdauer zu erzielen. Bei den Langstreckenläufern wird zunächst das Volumen an Trainingskilometern und die Distanz einzelner Einheiten erhöht, danach wird bei gleichbleibender Distanz und gleichbleibenden Volumen die Schnelligkeit erhöht.
3. Spezialphase: Einen ähnlichen Zeitraum wie die Grundlagenphase einnehmend und schrittweise von dieser übergehend, wird versucht das Volumen beizubehalten. Hier teilt Canova wieder in zwei verschiedene Arten der Unterstützung und des Aufbaus im Bezug auf die folgende Periode des spezifischen Trainings ein.
a) Biomechanische Unterstützung: Bei Mittelstrecklern: Erhöhung der Intensität und Reduzierung des Trainingsvolumens; Bei Langstrecklern: Erhöhung der Dauer (des Volumens) der Trainingseinheiten bei gleichbleibender Intensität im Vergleich zur Grundlagenphase.
b) Bioenergetische Unterstützung: Die Geschwindigkeiten im Training nähern sich denen der spezifischen Phase, bei Ausdauerintervalleinheiten wird bei ca. 95 % der Wettkampfgeschwindigkeit gelaufen, bei kürzeren Intervallen ca. 105 %. Dies soll den Grundbaustein für das Training der Schnelligkeitsausdauer im Block des spezifischen Training sein. Der Unterschied zwischen den Läufern der kürzeren Strecken und denen der längeren liegt darin, dass bei den Mittelstrecklern entweder mit kürzeren Intervallen im schnelleren Tempo als im Wettkampf gearbeitet wird, dabei aber lange Pausen eingelegt werden, oder mit längeren Intervallen über der Länge der Wettkampfdistanz, dafür aber etwas langsamerem Tempo als im Wettkampf und kürzeren Pausen. Bei den Langstrecklern wird ausschließlich mit Schnelligkeiten, die knapp über der Wettkampfgeschwindigkeit liegen, gearbeitet. Das Trainingsvolumen entspricht bei einem 10.000-m-Läufer noch ungefähr der Wettkampfdistanz, bei einem Marathonläufer eher etwas mehr als der Hälfte von dieser.
4. Spezifische Phase: In dieser Phase kann das Training in zweierlei Hinsicht verändert werden:
a) Es werden bei einer Einheit mit Läufen im Wettkampftempo mehr Wiederholungen einer Distanz als in den Phasen zuvor gelaufen.
b) Die Distanz der Wiederholungen innerhalb von einer Einheit wird im Vergleich zu den vorhergehenden Phasen erhöht.

Canovas Philosophie ist es, das Volumen in der spezifischen Phase zu erhöhen, um eine Verbesserung des Athleten im Wettkampf im Vergleich zu vorherigen erzielen zu können. Um dies zu ermöglichen, dienen die anderen Phasen, die es dem Athleten ermöglichen sollen, diese Erhöhung des Volumens in der spezifischen Phase zu erzielen.

#### Special Block
Der Special Block (auch „Specific Block“) ist ein Trainingstag, der hauptsächlich durch Canova bekannt wurde, und an dem zwei harte Trainingseinheiten an einem Tag (Morgen und Nachmittag) absolviert werden. Die Kilometer, die ein Marathonläufer an solchen Tagen zurücklegt, liegen meist etwas über der Länge des Marathons, wobei mindestens 80 % der Kilometer in einem Tempobereich gelaufen werden, der höchstens zehn Prozent langsamer und teilweise auch schneller als das Marathontempo ist.
Das Ziel des „Special Blocks“ ist es, den von Canova als „Modulation“ bezeichneten Kontrast (Variation) zwischen intensiven und nicht-intensiven Tagen zu erhöhen. Zudem weist er seine Athleten an, zwischen den beiden Einheiten nur Wasser zu trinken und Gemüse zu essen, um die Fettverbrennung anzuregen. Canova lässt seine Athleten alle drei bis vier Wochen während der Spezial- und spezifischen Phase einen „Special Block“ absolvieren.

## Kritik
Canova wird häufig mit der Kritik konfrontiert, dass seine Athleten gedopt seien. Das lässt sich zum einen auf Dopingsperren von vereinzelten Athleten, die von ihm trainiert wurden, zurückführen, zum anderen auf Berichte über stark verbreitetes Doping im Bezug auf den Laufsport in Kenia. Eine 2012 von den deutschen Sportjournalisten Hajo Seppelt und Robert Kempe veröffentlichte Reportage über Doping in Kenia kommentierte Canova als lächerlich („ridicolous“), er forderte daraufhin wöchentliche Tests für seine besten Athleten, um zu zeigen, dass diese sauber seien. Im Gegensatz zu den Aussagen aus der Reportage schrieb Canova außerdem davon, dass wöchentlich nicht weniger als zehn Dopingkontrollen bei seinen Athleten gemacht würden und die Aussagen aus der Reportage „Bullshit“ seien.
Canova ist außerdem der Meinung, dass ein Dopingmittel wie Erythropoietin (EPO) bei seinen Top-Athleten nicht wirken würde, da diese durch reines aerobes Training die Kapazitäten von Blut in ihrem Herz-Kreislauf-System so stark erhöhen könnten, dass EPO nicht mehr helfen würde. Wenn dies nicht gegeben wäre, könnte EPO eine Wirkung haben, aber dies wäre bei seinen Athleten nicht der Fall. Canova führt dies darauf zurück, dass diese Athleten ihr ganzes Leben in Höhenlagen verbringen. Er räumt aber ein, dass EPO auch bei gut trainierten Personen wirken kann, wenn diese nicht immer in Höhenlagen leben, wenn auch nicht so stark.
Renato Canova sieht den Grund für den Erfolg seiner Athleten in deren Training und in deren Talent und Motivation. Er beteuert, dass alle Athleten, die er kennt und trainiert, sauber sind. Dass die Europäer und Amerikaner im Vergleich zu den Ostafrikanischen Läufern im Niveau abfallen, führt er auf die verschiedenen Herangehensweisen an das Training zurück. Nicht-afrikanische Athleten würden nicht intensiv genug trainieren.

## Athleten
Nachfolgend eine Auflistung von Canovas erfolgreichsten Athleten:
1971–1973 (Assistenztrainer Langsprint Italien)
- Marcello Fiasconaro,  Italien (erster Mensch unter 1:44 min über 800 m, Bronzemedaille EM 1971 4 × 400 m)
- Lorenzo Cellerino,  Italien (Bronzemedaille EM 1971 4 × 400 m)
- Giacomo Puosi,  Italien (Bronzemedaille EM 1971 4 × 400 m)
- Sergio Bello,  Italien (Bronzemedaille EM 1971 4 × 400 m)

1975–1985 (Nationaltrainer Mehrkampf Italien; außerdem Trainer beim Verein Fiat/Iveco)
- Pietro Mennea,  Italien (Olympiasieger 1980 200 m, Europarekordhalter 200 m *)
- Mauricio Damiano,  Italien (Olympiasieger 1980 20 km Gehen *)

1987–2000 (Nationaltrainer Mittel- und Langstrecke Frauen | Zusammenarbeit mit Luciano Gigliotti, Nationaltrainer Mittel- und Langstrecke Männer)
Männer:
- Davide Milesi,  Italien (Bronzemedaille WM 1995 Marathon)
- Michele Gamba,  Italien (Halbmarathonbestleistung: 61:07 min)
- Fabio Renaldi,  Italien (Halbmarathonbestleistung: 61:48 min)
- Gelindo Bordin,  Italien (in Zusammenarbeit mit Luciano Gigliotti)
- Stefano Baldini,  Italien (in Zusammenarbeit mit Luciano Gigliotti)
- Giacomo Leone,  Italien (in Zusammenarbeit mit Luciano Gigliotti)

Frauen:
- Maria Curatolo,  Italien (Silbermedaille EM 1994 Marathon)
- Ornella Ferrara,  Italien (Bronzemedaille WM 1995 Marathon)
- Maura Viceconte,  Italien (10.000 m Bestleistung: 31:05,57 min)

1998–2003 (Trainer verschiedener kenianischer Athleten)
Männer:
- Christopher Koskei,  Kenia (Sieger WM 1999 3000 m Hindernis)
- Paul Kosgei,  Kenia (Sieger WM Halbmarathon 2002)

Frauen:
- Rita Jeptoo Sitienei,  Kenia (7. Platz WM 2005 Marathon)

2003–2011 (Nationaltrainer Katar Laufen)
Männer:
- Saif Saaeed Shaheen,  Katar/ Kenia (Weltrekordhalter 3000 m Hindernis)
- James Kwalia C'Kurui,  Katar/ Kenia (Bronzemedaille WM 2009 5000 m)
- Ahmad Hassan Abdullah,  Katar/ Kenia (Bronzemedaille Crosslauf-Weltmeisterschaften 2005)
- Moses Mosop,  Kenia (Bronzemedaille WM 2005 10.000 m)
- Silas Kiplagat,  Kenia (Silbermedaille WM 2011 1500 m)
- Imane Merga,  Äthiopien (Sieger Crosslauf-Weltmeisterschaften 2011)
- Serhiy Lebid,  Ukraine (mehrfacher Medaillengewinner bei internationalen Crossmeisterschaften)

Frauen:
- Dorcus Inzikuru,  Uganda (Siegerin WM 2005 3000 m Hindernis)
- Jeruto Kiptum,  Kenia (Bronzemedaille WM 2005 3000 m Hindernis)

2011-heute
Männer:
- Thomas Pkemei Longosiwa,  Kenia (Bronzemedaille Olympische Spiele 2012 5000 m)
- Wilson Kipsang,  Kenia (2013 Weltrekord Marathon in 2:03:13 h)
- Caleb Mwangangi Ndiku,  Kenia (Silbermedaille WM 2015 5000 m)
- Ronald Kwemoi,  Kenia (U20-Weltrekord 1500 m in 3:28,81 min)
- Kenenisa Bekele,  Äthiopien (vier olympische Medaillen, 11-facher Sieger bei Crosslauf-Weltmeisterschaften **)
- Ryan Hall,  Vereinigte Staaten (Kontinentalrekord Halbmarathon in 59:43 min **)
- Sondre Nordstad Moen,  Norwegen (erster Europäer unter 2:06 h im Marathon)
- Julien Wanders,  Schweiz (Europarekordhalter 10 km und Halbmarathon **)
- Arne Gabius,  Deutschland (erster Deutscher unter 2:08 h im Marathon)
- Philipp Pflieger,  Deutschland (Marathon: 2:12:15 h)

Frauen:
- Florence Kiplagat,  Kenia (2014 Weltrekord Halbmarathon in 1:05:12 h)
- Anna Hahner,  Deutschland (Marathon: 2:26:44 h)
- Lisa Hahner,  Deutschland (Marathon 2:28:39 h)